# Ryu Min-ji
Ryu Min-ji (ur. 1993 r. w Seulu) – południowokoreańska aerobiczka, mistrzyni świata, brązowa medalistka mistrzostw Azji.
Przygodę ze sportem zaczęła w szkole podstawowej. Na mistrzostwach świata zadebiutowała w 2012 roku w Sofii. Tam zajęła piąte miejsce w kroku. Na następnych mistrzostwach w 2016 roku w Cancún powtórzyła wyczyn sprzed czterech lat. W parach mieszanych nie zdołała awansować do finału. Dwa lata później w Guimarães zdobyła swój jedyny, jak dotąd, złoty medal w tańcu. Poza tym w parach mieszanych i zawodach grupowych zajęła siódme miejsca.
Na rozegranych we Wrocławiu World Games 2017 wystąpiła w zawodach tańca. Nie osiągnęła tam większych sukcesów, nie awansując do finału te konkurencji.
Ma starszego brata Ryu Ju-sun, z którym występuje w niektórych konkurencjach. Jest studentką Sejong University na kierunku wychowania fizycznego.